# NGC 7495
NGC 7495 је спирална галаксија у сазвежђу Пегаз која се налази на NGC листи објеката дубоког неба.
Деклинација објекта је + 12° 2' 53" а ректасцензија 23h 8m 57,4s. Привидна величина (магнитуда) објекта NGC 7495 износи 13,0 а фотографска магнитуда 13,7. NGC 7495 је још познат и под ознакама UGC 12391, MCG 2-59-3, CGCG 431-6, IRAS 23064+1146, PGC 70566.